# 1542 en science
| Années de la science : 1539 - 1540 - 1541 - 1542 - 1543 - 1544 - 1545    |
| Décennies de la science : 1510 - 1520 - 1530 - 1540 - 1550 - 1560 - 1570 |

Cet article présente les faits marquants de l'année 1542 en science.

## Événements
- 27 juin-28 septembre : parti d'Acapulco, l'explorateur portugais João Rodrigues Cabrilho explore la côte de Californie pour l'Espagne. Il atteint l'actuelle Baie de San Diego le 28 septembre, qu'il nomme San Miguel[1].

- 1er septembre : retour de la troisième expédition de Jacques Cartier à Saint-Malo[2].

## Publications
- Charles de Bovelles : Livre singulier & utile touchant l’art et practique de Géométrie, composé nouvellement en Françoys, par maistre Charles de Bouelles, 1542 ;
- Jean Fernel : De naturali parte medicins, 1542. Un traité de physiologie ;
- Oronce Fine : Sphaera Mundi, sive cosmographia quinque libris recens auctis & eme[n]datis absoluta : in qua tum prima astronomiae pars, cum geographie, ac hydrographie, rudimenta pertracta[n]tur… Simon de Colines, 1542, Lutetiae parisiorum, apud Michaëlem Vascosanum, 1551 ;
- Leonhart Fuchs : De historia stirpium commentarii (1542, Bâle). L'auteur y décrit plus de 400 espèces de la flore allemande et un millier d'espèces étrangères.

## Naissances

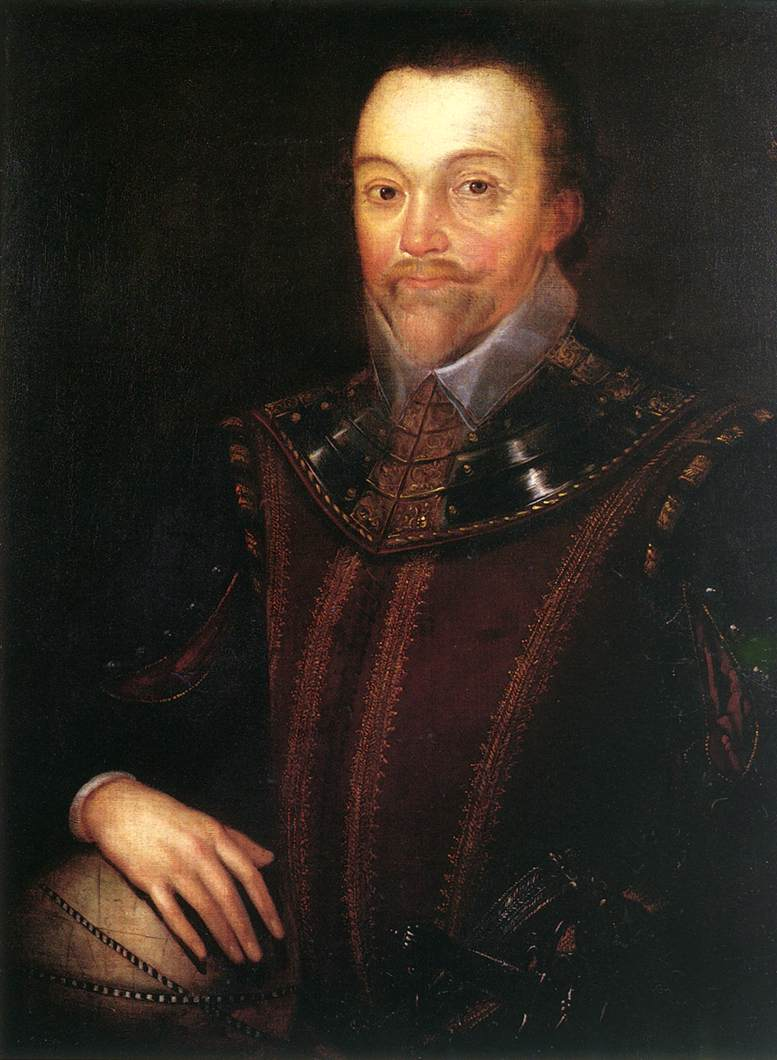
Francis Drake

- 1er octobre : Álvaro de Mendaña (mort en 1595), navigateur et explorateur espagnol.
- 21 décembre : Thomas Allen (mort en 1632), mathématicien et astrologue britannique.

## Décès
- février : Nikolaus Federmann, explorateur et chroniqueur allemand qui participa à la conquête espagnole des territoires des actuels Venezuela et Colombie, né en 1505.
- août : Peter Henlein, horlogerallemand, né en 1479 ou 1480.
- 26 décembre : Albert Pighius, mathématicien et controversiste, né vers 1490.
- Vers 1542 :
  - Pierre Rivière, médecin et apothicaire français.